# Nicht mit uns!
Nicht mit uns! ist ein Protestsong von Ron Williams, das er unter dem Projektnamen Ron Williams & The Messengers + Friends am 18. Mai 2024  veröffentlichte.

## Hintergrund
Bei dem Song handelt es sich um ein Protestlied, das vor dem Erstarken der Rechten, insbesondere durch die Partei Alternative für Deutschland, warnen soll und zum Widerstand aufruft. Für das Lied gründete er das Bandprojekt The Messengers, das aus Max Nachtmann (Gitarre), Andreas Keller (Schlagzeug), Raoul Walton (Bass) und Adéle Kovács (Keyboards) besteht. Den Text zum Song schrieb Ron Williams selbst zusammen mit Christian Ude, dem ehemaligen Oberbürgermeister von München. Das Lied wurde von Foroud Saraji in den Avin Studios in München produziert.
An dem Song beteiligten sich zahlreiche weitere Musiker und Sänger, darunter Katja Ebstein, Prince Damien, Anita Eichhorn, der Don Bosco Gospel & Joy Chor, Melinda Pfeiffer, Avin Saraji, Joan Orleans, Susanne Spahn, Jennifer Craig und Liz Howard. Ron Williams finanzierte den Song privat.

## Veröffentlichung
Ursprünglich war die Veröffentlichung des Songs für die Nacht vom 17. auf den 18. Mai 2024 angekündigt, doch als bekannt wurde, das Dieter Hallervorden mit einem Part auf dem Song vertreten sein soll, zog Charlotte Knobloch, die Präsidentin der Israelitische Kultusgemeinde München und Oberbayern ihre Beteiligung zurück. Knobloch soll erst kurzfristig von Hallervordens Beitrag erfahren haben. Hallervorden war im Vorfeld wegen seines Videos und Gedichts Gaza Gaza schwer kritisiert worden, da dieses antisemitisch und israelfeindlich konnotiert sei. Ron Williams verteidigte Hallervorden und wollte auf dessen Beteiligung zunächst nicht verzichten. Knobloch hatte für das Projekt ein Statement vorbereitet, das sie zurückzog. Kurzfristig erklärte sich Marian Offman, SPD-Stadtrat und Münchens Beauftragter für interreligiösen Dialog, bereit erklärt, für Knobloch einzuspringen. Hallervordens Beitrag wurde schließlich doch entfernt und das Video erschien mit einem Tag Verspätung am 18. Mai 2024 auf YouTube.

## Songtext und Musikvideo
Das Video beginnt mit dem Auszug einer Rede von Björn Höcke. Der Löwenanteil des Songs wird von Ron Williams gesungen, im Hintergrund werden Bilder von Prominenten eingeblendet, die Schilder mit dem Schriftzug „Nicht mit uns!“ hochhalten. Daneben sind Aufnahmen aus der NS-Zeit sowie von AfD-Aufmärschen oder Parteitagen zu sehen. Unter anderem wird Höcke neben Adolf Hitler eingeblendet. Im Refrain sind mehrere der Gastsänger zu sehen sowie der Gospelchor. Als Break wird ein kurzes Instrumentalstück der Deutschen Nationalhymne genutzt. Am Ende folgen Statements von Marian Offman und Christian Ude.